# Lepiota clypeolaria
Lepiota clypeolaria (Pierre Bulliard, 1789 ex Paul Kummer,  1871), din încrengătura Basidiomycota în familia Agaricaceae și de genul Lepiota denumită în popor ghebe de brad,  în singular ghebă de brad sau opitinc, este o specie de ciuperci otrăvitoare și saprofagă, ce descompune resturi vegetale. Ea poate fi găsită în România, Basarabia și Bucovina de Nord de la câmpie  până la munte, crescând pe sol în grupuri sau cercuri de vrăjitoare, în păduri de conifere pe lângă brazi și molizi, foarte rar sub fagi în cele de foioase. Timpul apariției este din iulie până în octombrie (noiembrie).

## Descriere

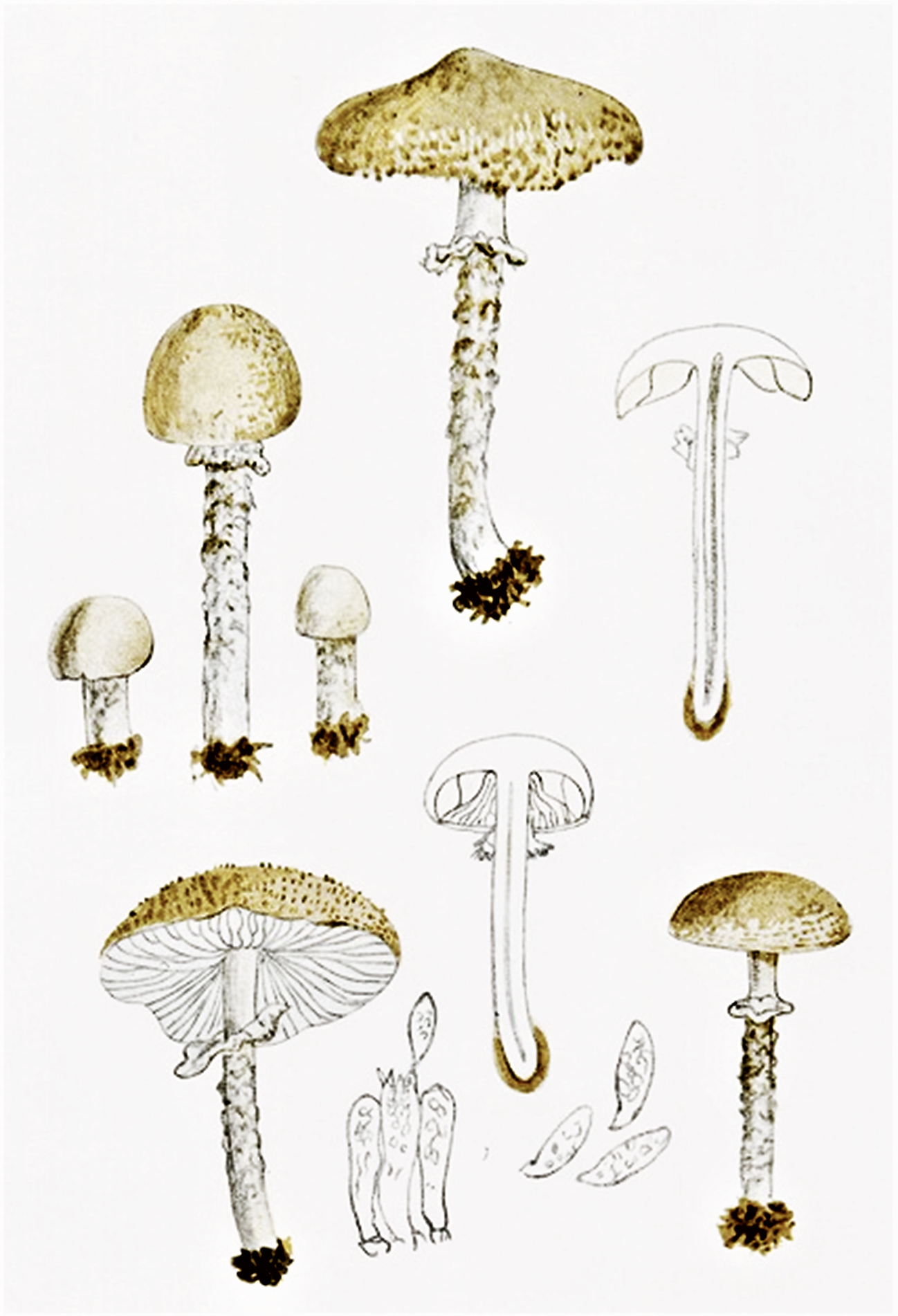
Bres.: Lepiota clypeolaria

Ordinul Agaricales este de diversificare foarte veche (între 178 și 139 milioane de ani), începând din timpul perioadei geologice în Jurasic în diferență de exemplu cu genul Boletus (între 44 și 34 milioane de ani).
- Pălăria: are un diametru de 4-8 cm, este inițial ovoidală, aproape rotundă sau în formă de clopot, cu marginea răsucită spre interior, prezentând acolo resturi albicioase de văl parțial cu aspect franjurat, apoi aplatizată, mamelonară în centru și adesea cu rupturi. Cuticula este albicioasă până cremoasă, mătăsoasă, acoperită cu numeroase scvame dispuse concentric de culoare brun-roșcată sau ocracee, fiind în mijloc mereu brună și netedă.
- Lamelele: sunt subțiri și ușor bulboase, cu câteva lameluțe intercalate, dese și neaderate la picior și muchii flocoase. Coloritul este alb.
- Piciorul: dezvoltă o lungime de 5-8 cm, având un diametru de  numai 0,5-1 cm, este fragil și gol pe interior, puțin dilatat la bază, ușor separabil de pălărie, cu un colorit alb-cenușiu. El poartă un inel flocos, mobil și nepersistent, fiind în sus de acesta neted și glabru, iar sub manșetă acoperit cu resturi de văl, ce-i conferă un aspect flocos-lânos.
- Carnea: este subțire, moale, albicioasă, cu miros fructuos-aromatic, cu vârsta din ce în ce mai neplăcut, adesea cu nuanțe de gaz de iluminat și un gust care tinde de la nesemnificativ în tinerețe până la scormonitor și dezgustător la bătrânețe.
- Caracteristici microscopice: are spori fusiformi și hialini (translucizi), având o mărime de 10-17,5 x 4,2-5,2 microni. Pulberea lor este albă până crem-gălbuie.[4][5]
- Reacții chimice: Buretele se colorează cu anilină sau fenol după 5 minute rozaliu, devenind mai târziu roșu ca cărămida.[7]

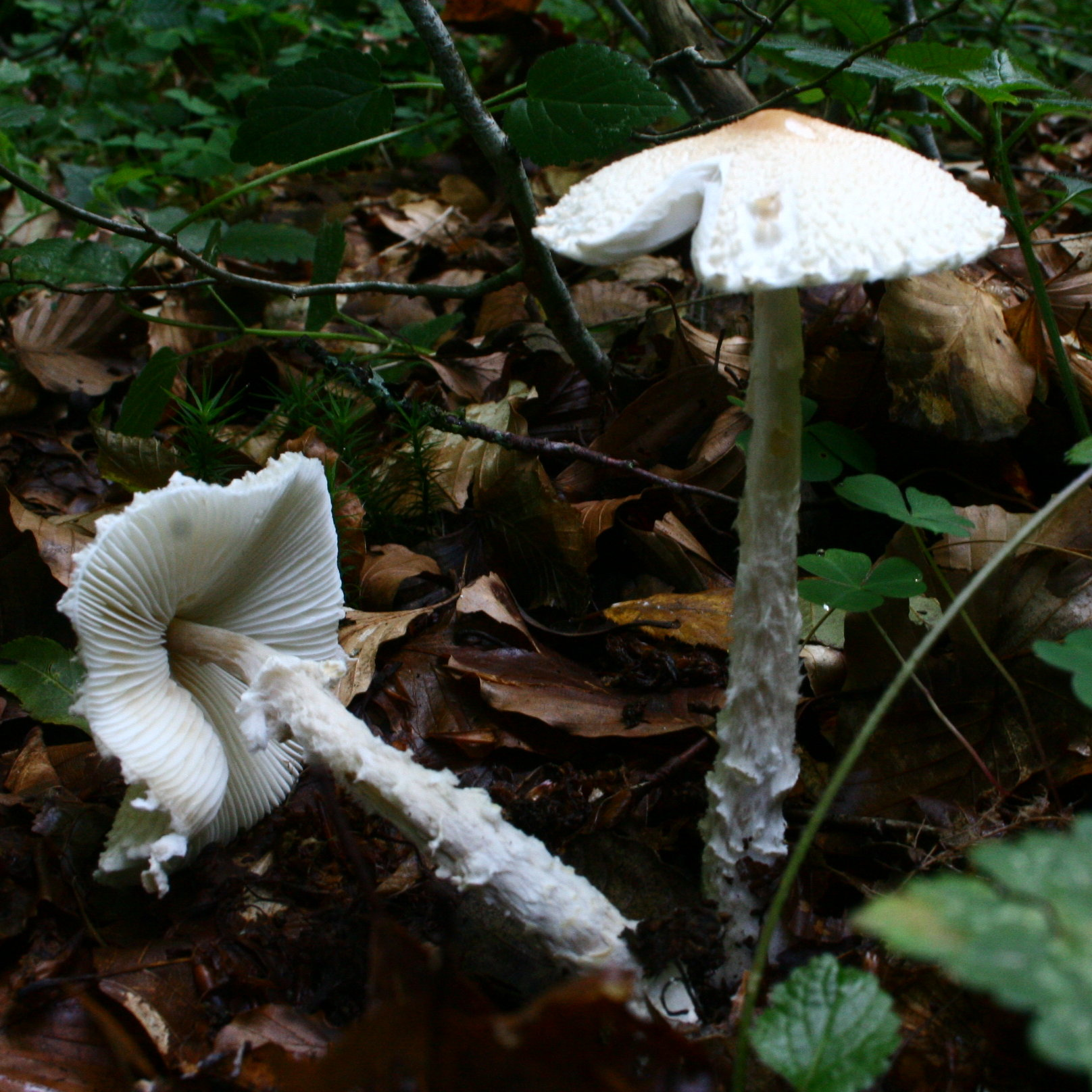
L. clypeolaria, lamele și picior
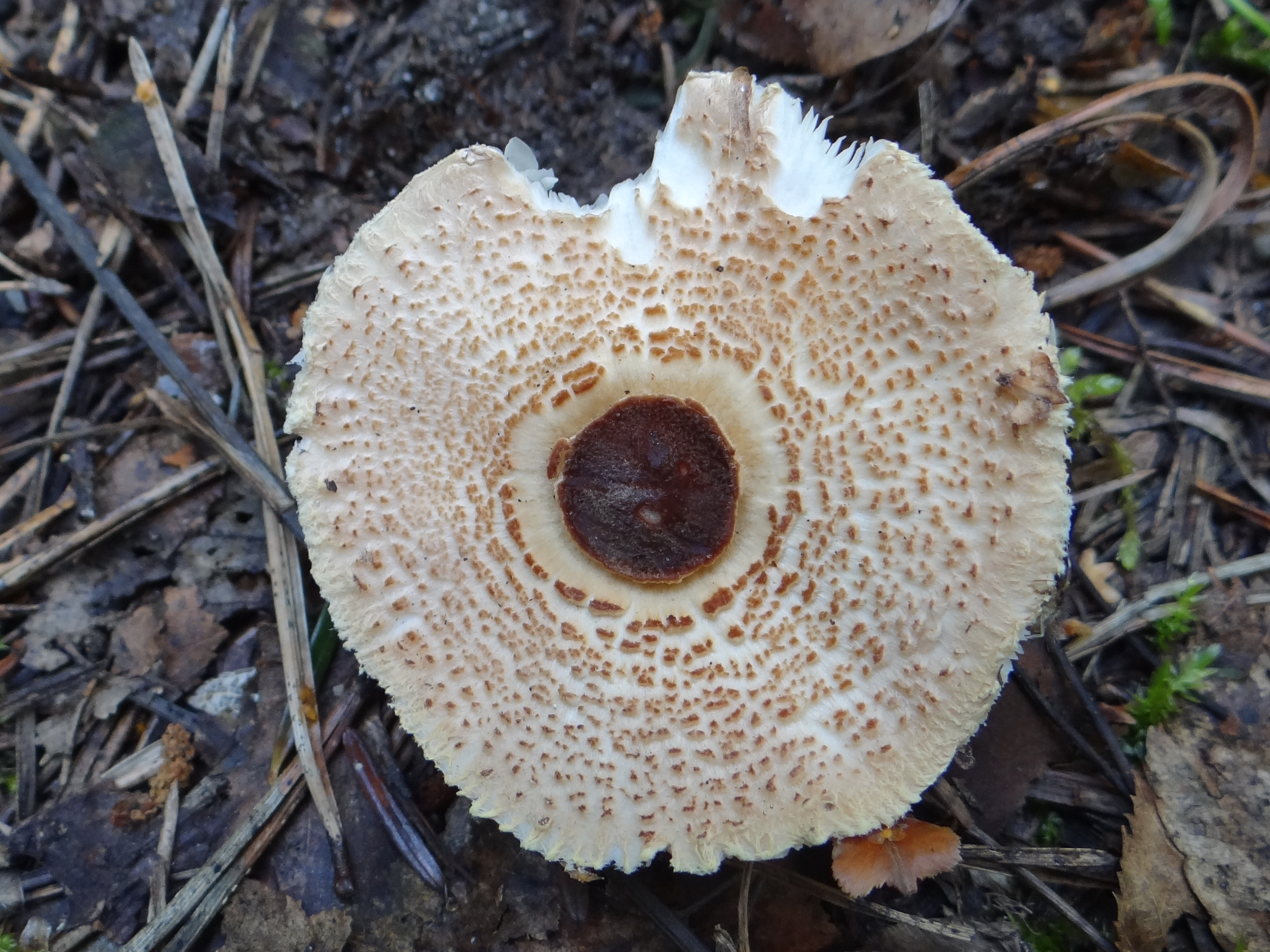
L. clypeolaria, pălărie
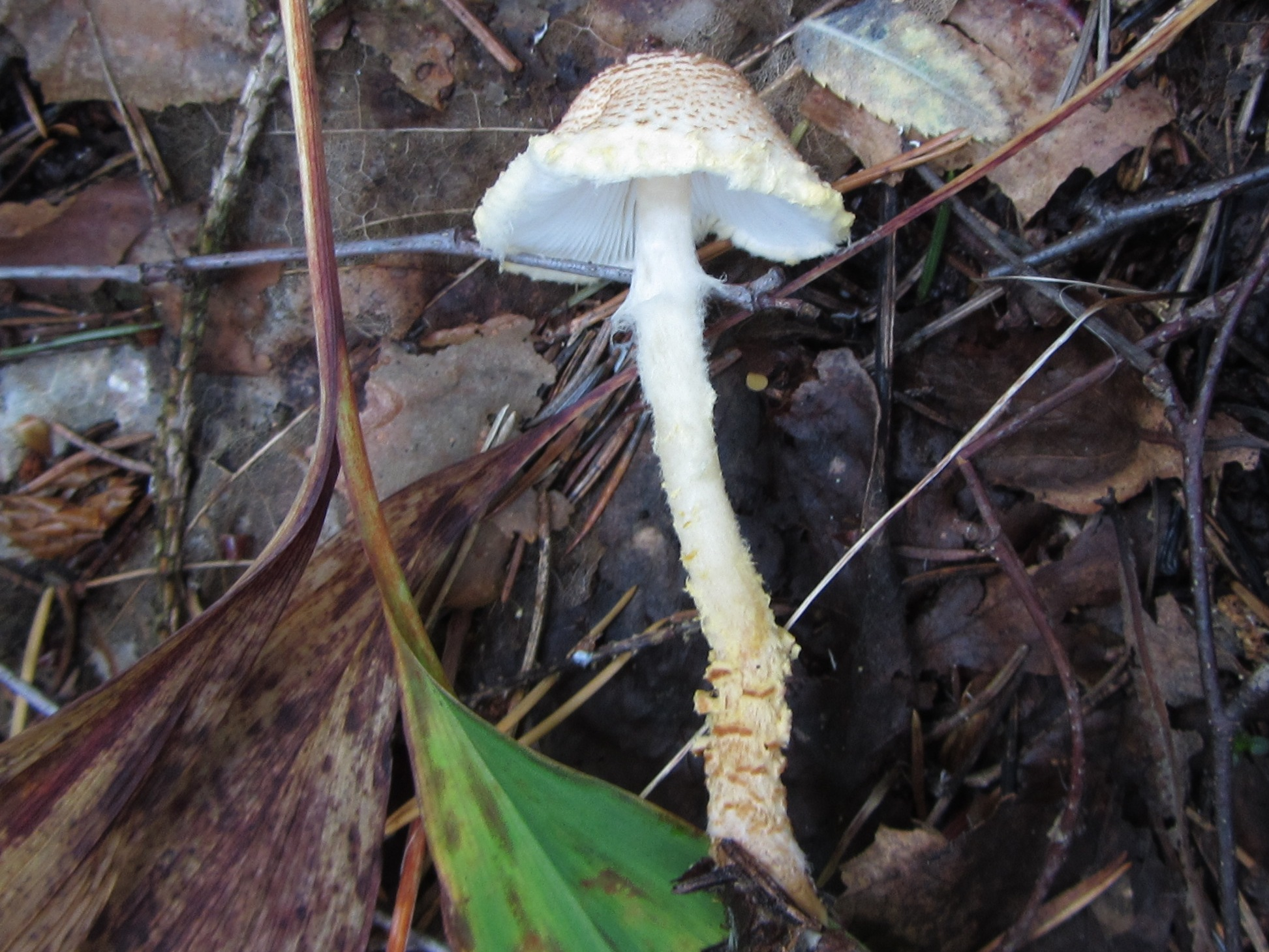
L. clypeolaria mai tânăr
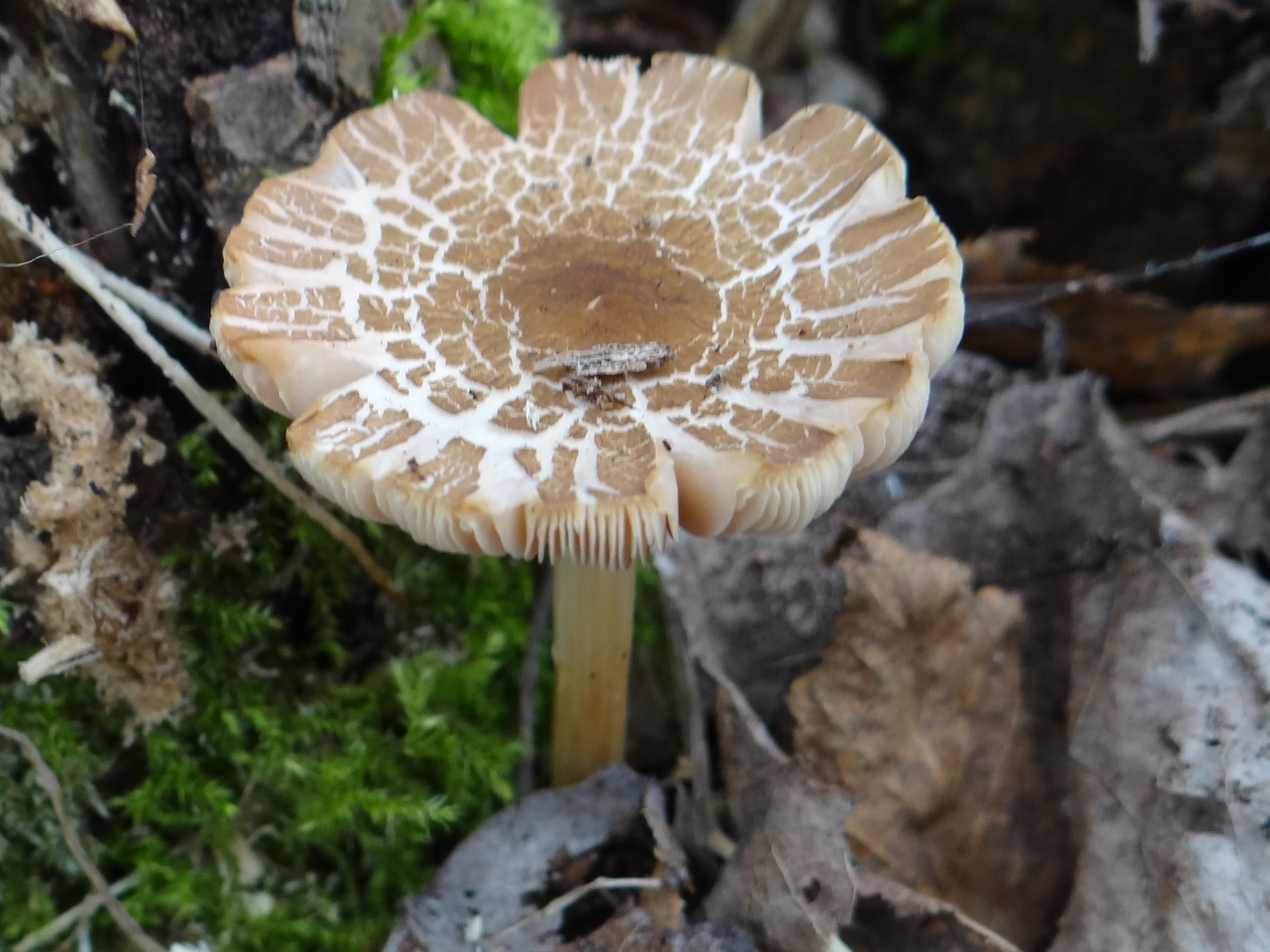
L. clypeolaria bătrân

## Confuzii
Lepiota clypeolaria poate fi confundată în primul rând cu alte specii Lepiota, în majoritate otrăvitoare sau necomestibile, ca de exemplu: Lepiota aspera (otrăvitoare), Lepiota boudieri (otrăvitoare), Lepiota brunneoincarnata (letală), Lepiota castanea (letală), Lepiota cristata (otrăvitoare), Lepiota erminea (necomestibilă), Lepiota felina (otrăvitoare), Lepiota haematosperma sin. Leucocoprinus Badhamii (comestibilă), Lepiota helveola (otrăvitoare), Lepiota hystrix (necomestibilă), Lepiota ignivolvata (comestibilă), Lepiota lilacea (suspectă, poate otrăvitoare), Lepiota magnispora (otrăvitoare), Lepiota ochraceodisca (necomestibilă), Lepiota ochraceofulva (suspectă, probabil otrăvitoare), Lepiota pseudolilacea sin. Lepiota pseudohelveola (letală) sau Lepiota subincarnata (letală). Ea poate fi confundată mai departe cu Cystoderma amianthinum (comestibil), Cystodermella cinnabarina (comestibilă), Leucoagaricus leucothites sin. Lepiota naucina (comestibil)  precum cu forme mai mici respectiv tinere ale, între altele, Macrolepiota affinis (comestibilă), Macrolepiota clelandii (comestibilă) și Macrolepiota gracilenta (comestibilă).

## Specii asemănătoare

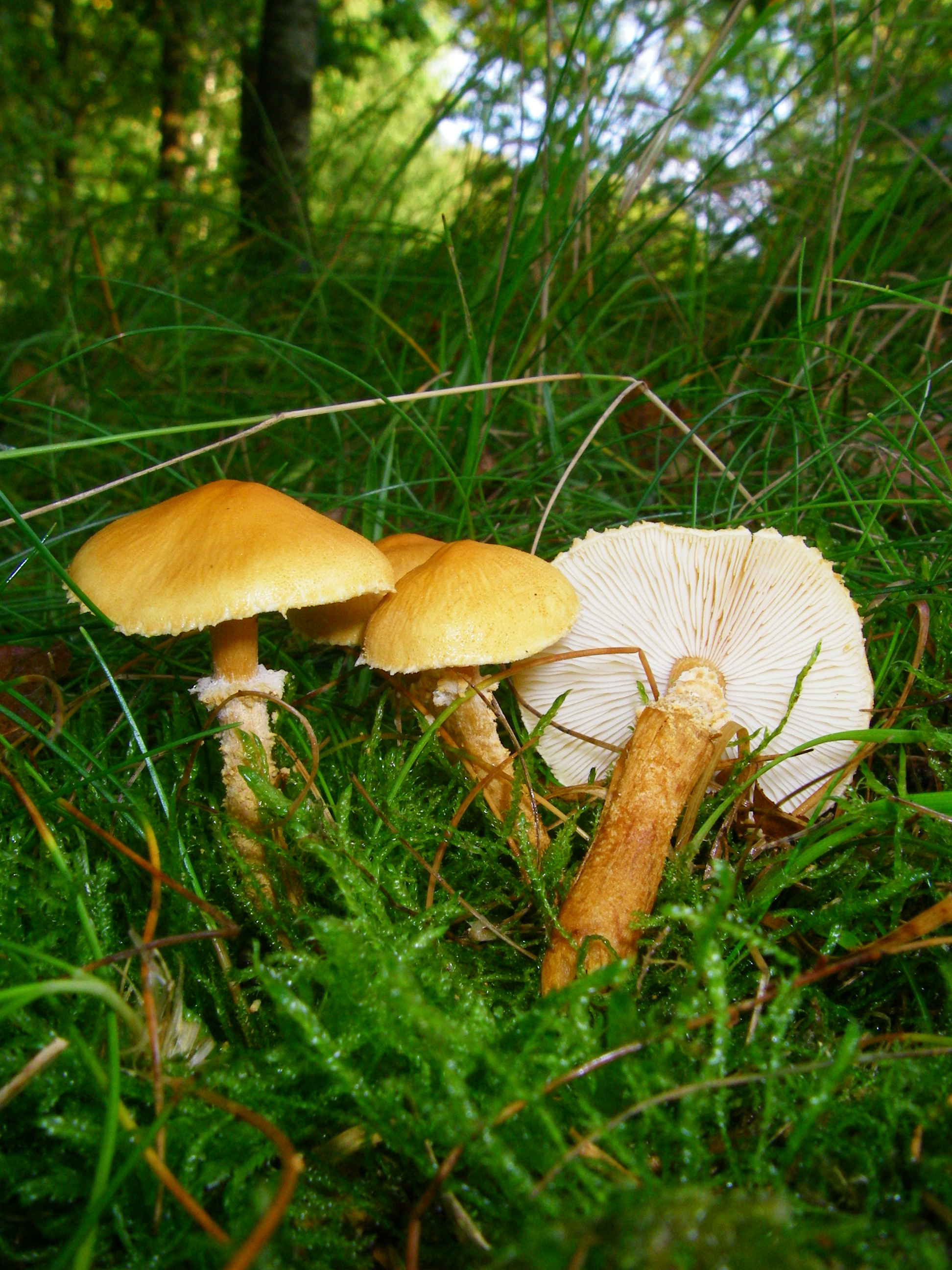
Cystoderma amianthinum
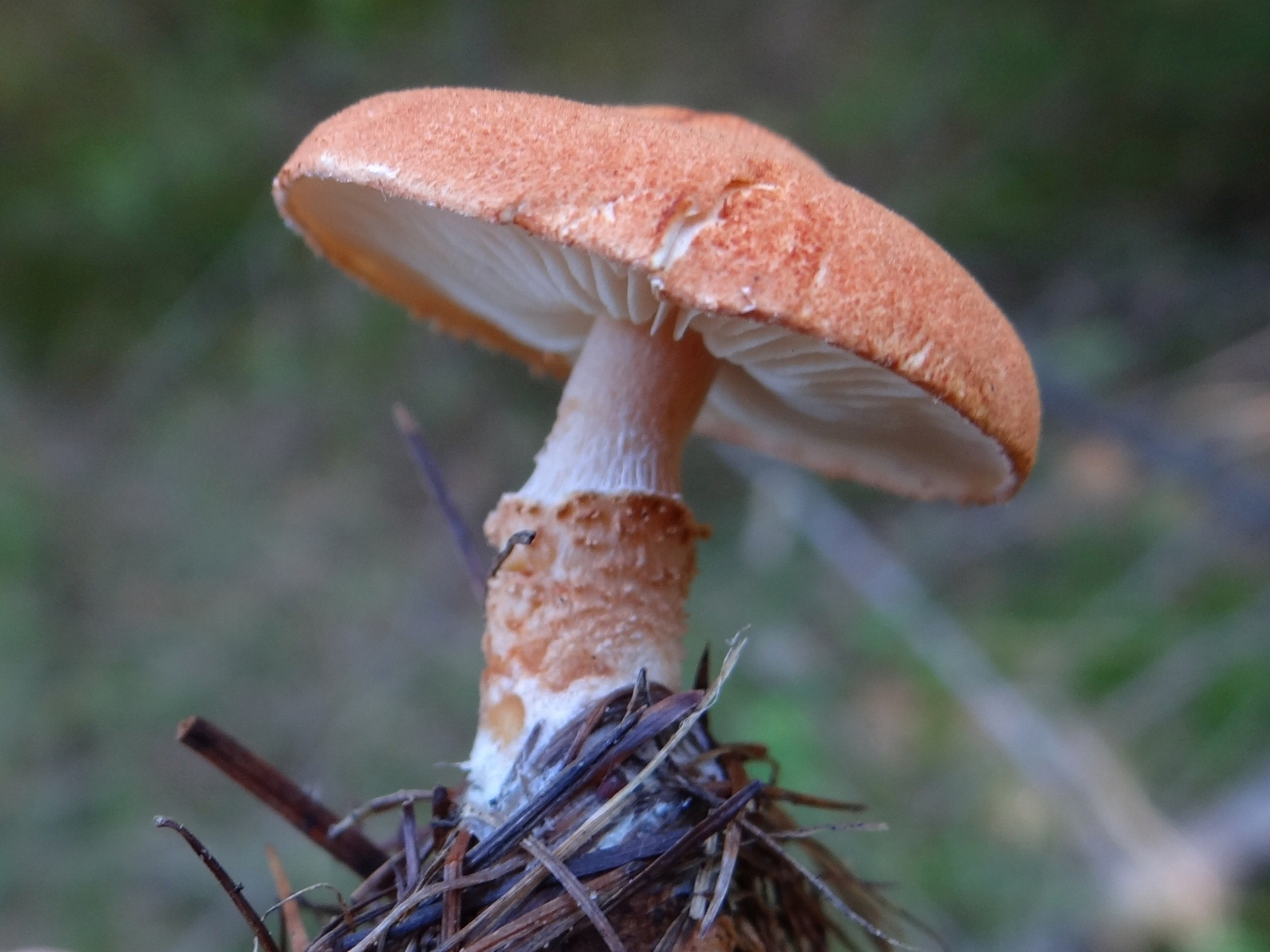
Cystodermella cinnabarina
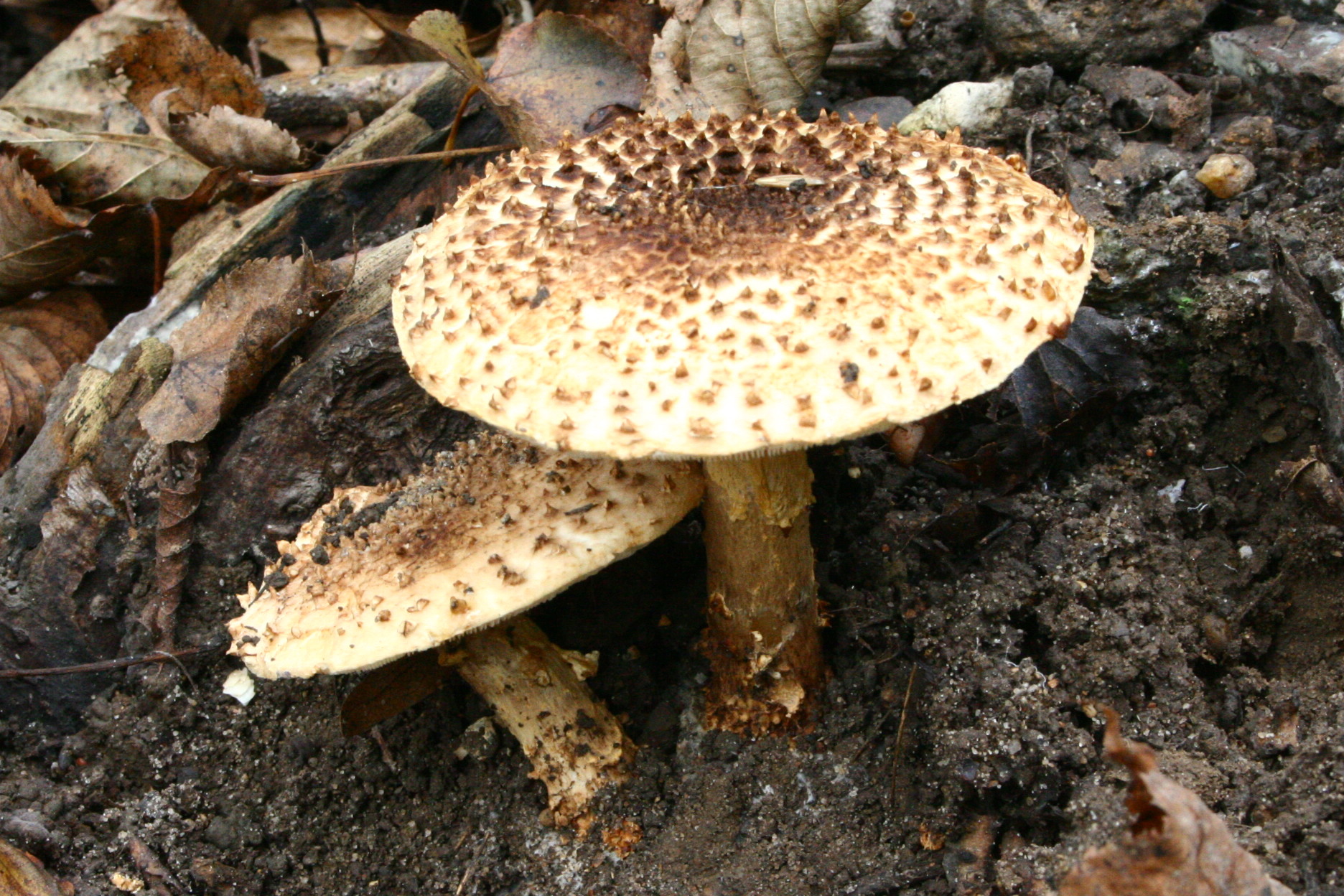
!! Lepiota aspera !!
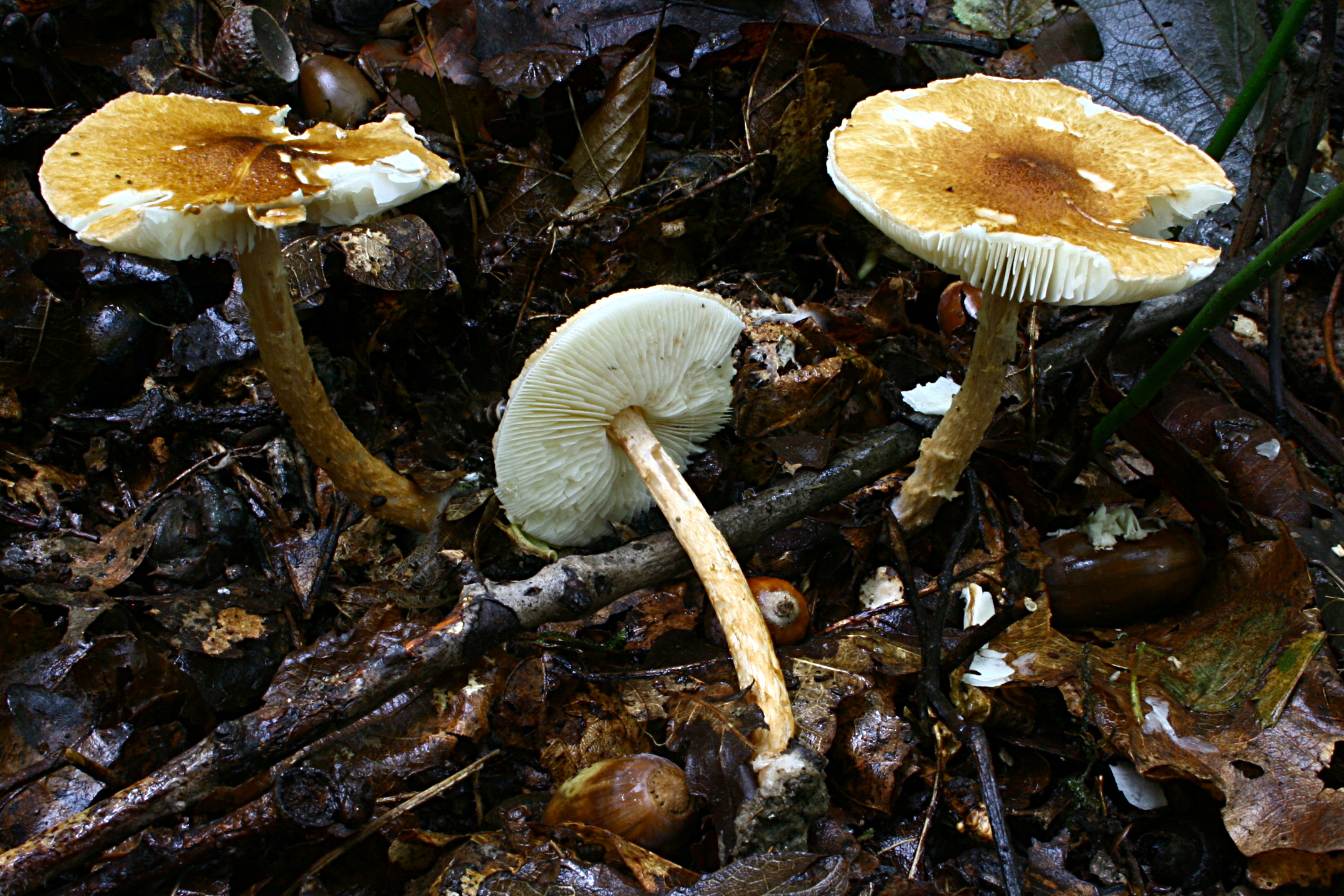
!!Lepiota boudieri!!
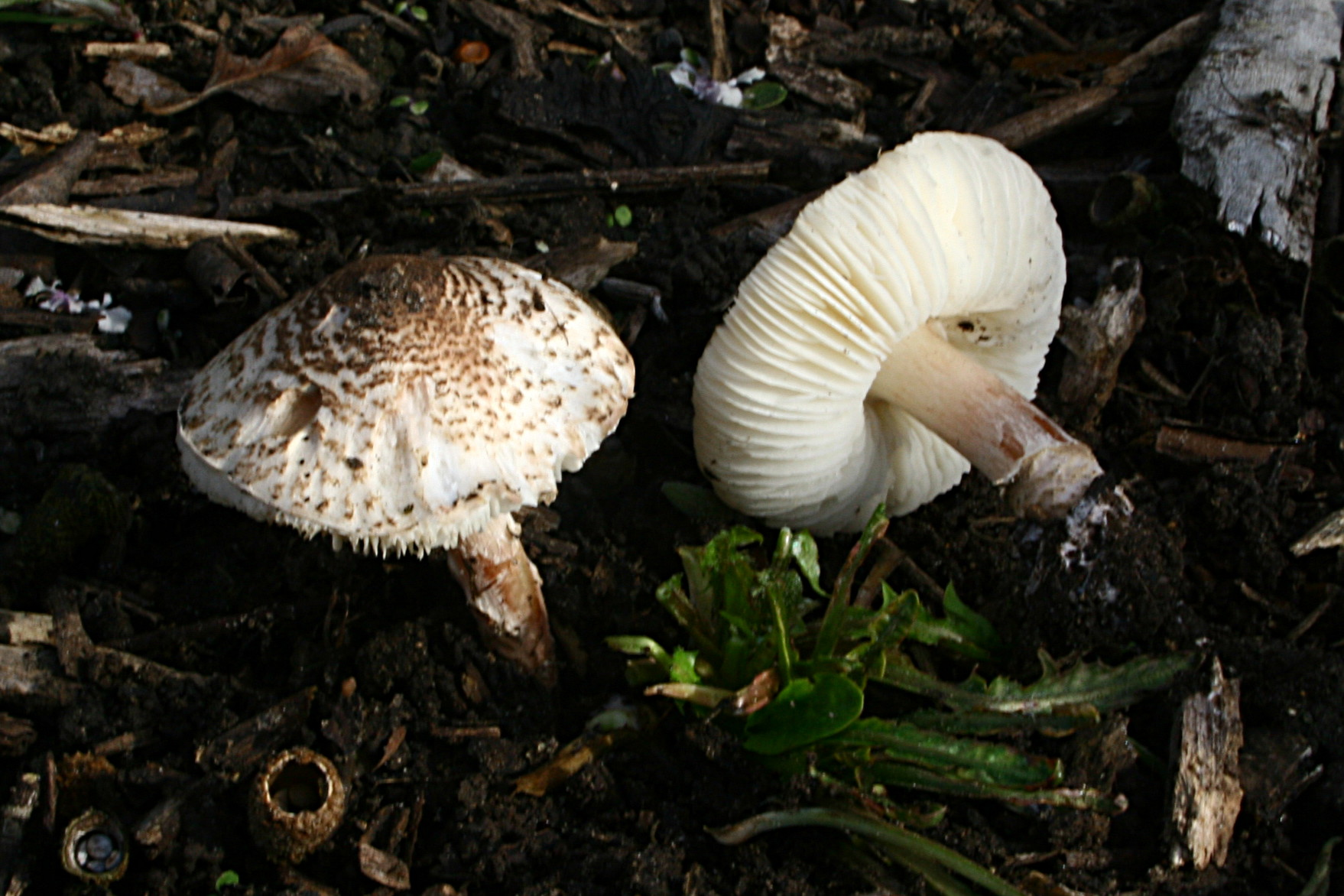
!!!Lepiota brunneoincarnata!!!
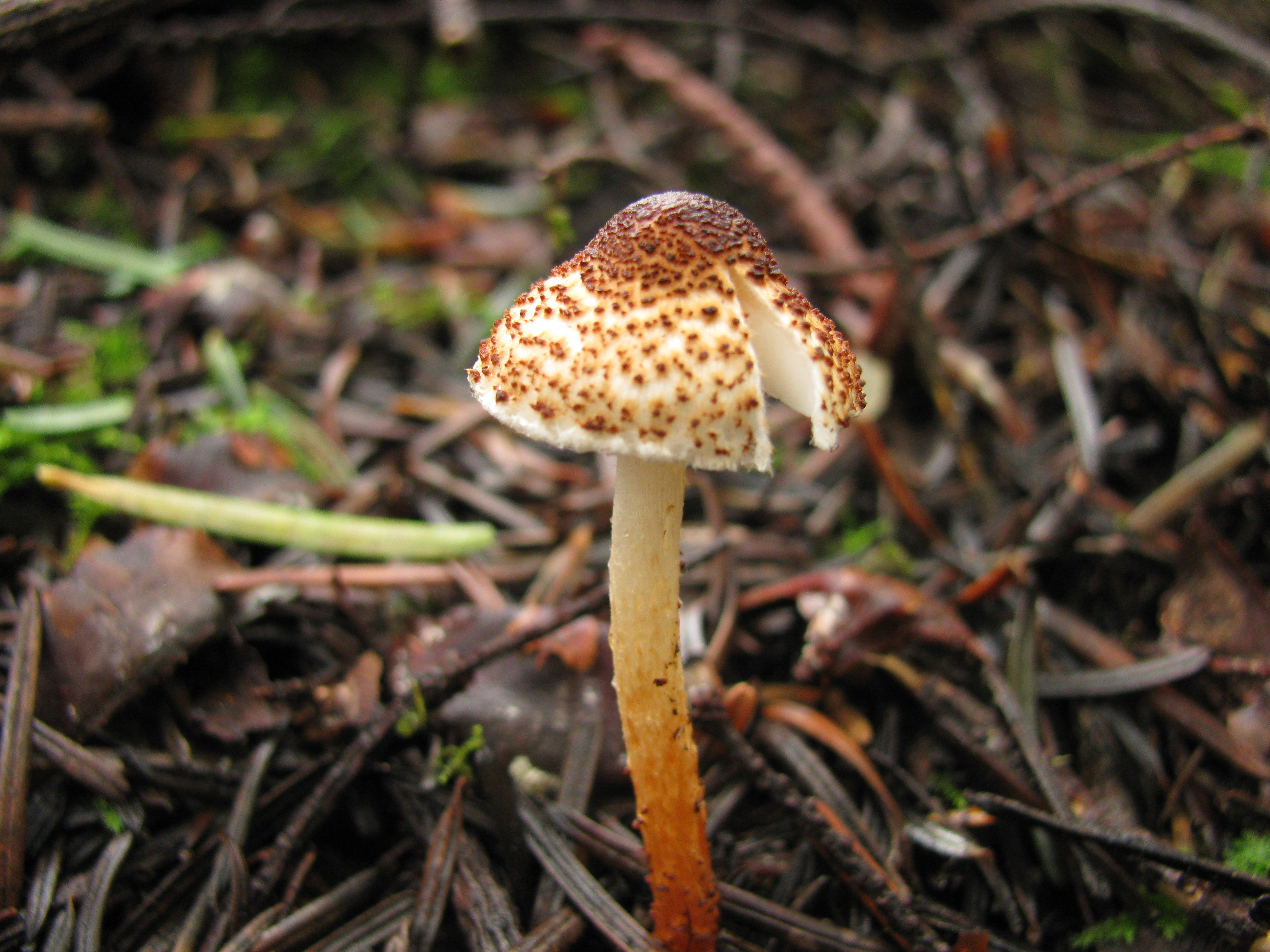
!!! Lepiota castanea!!!
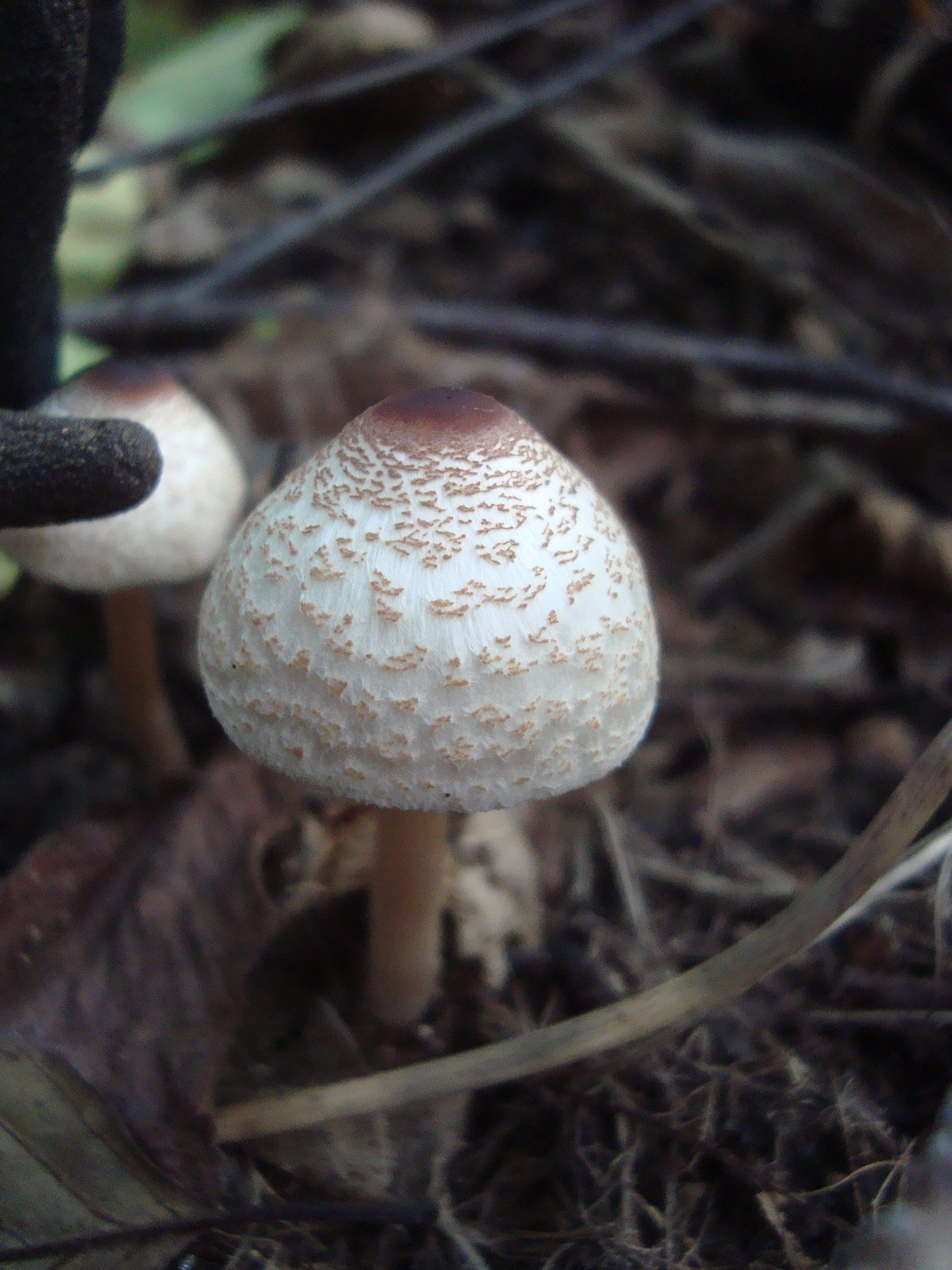
!! Lepiota cristata !!
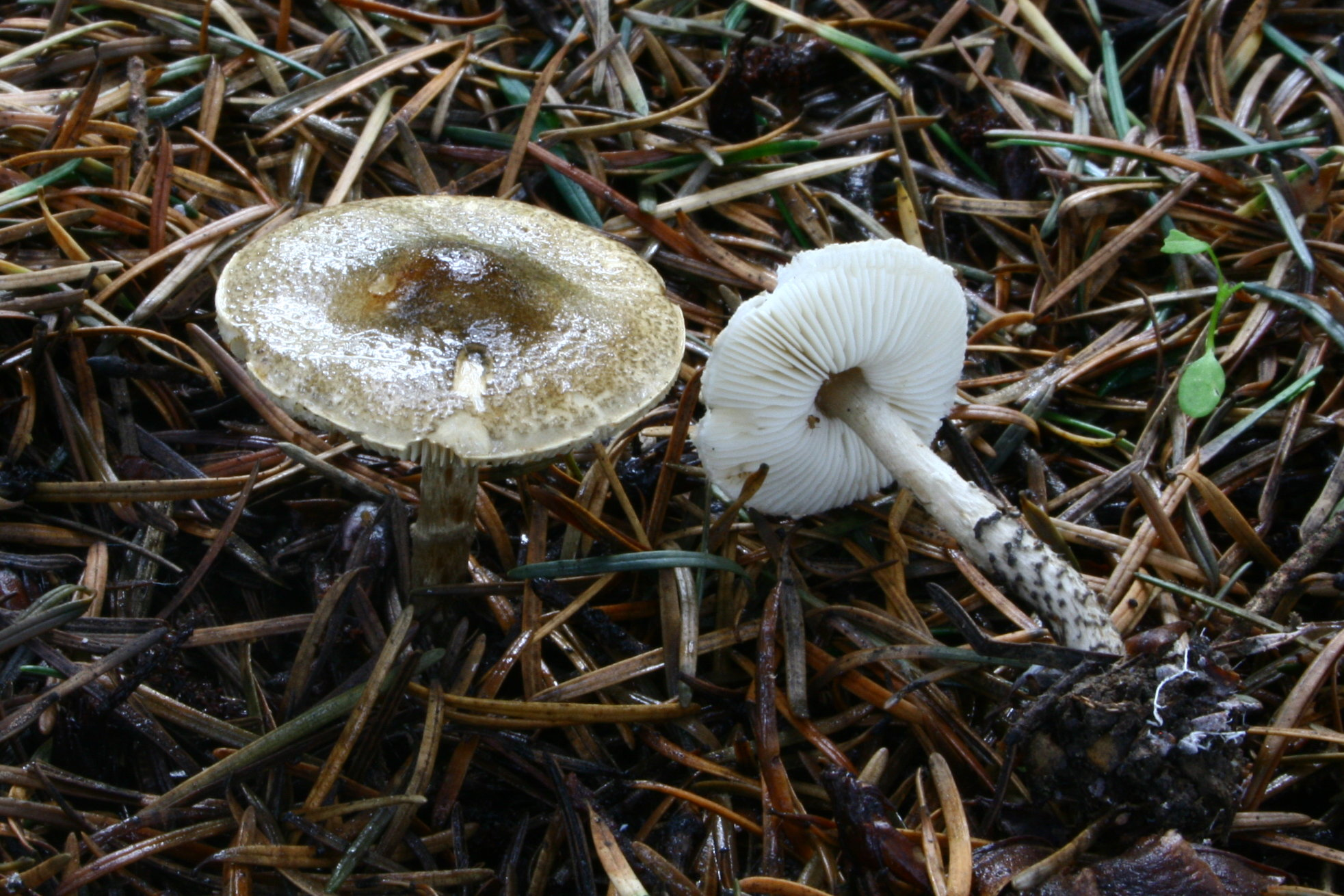
!! Lepiota felina !!
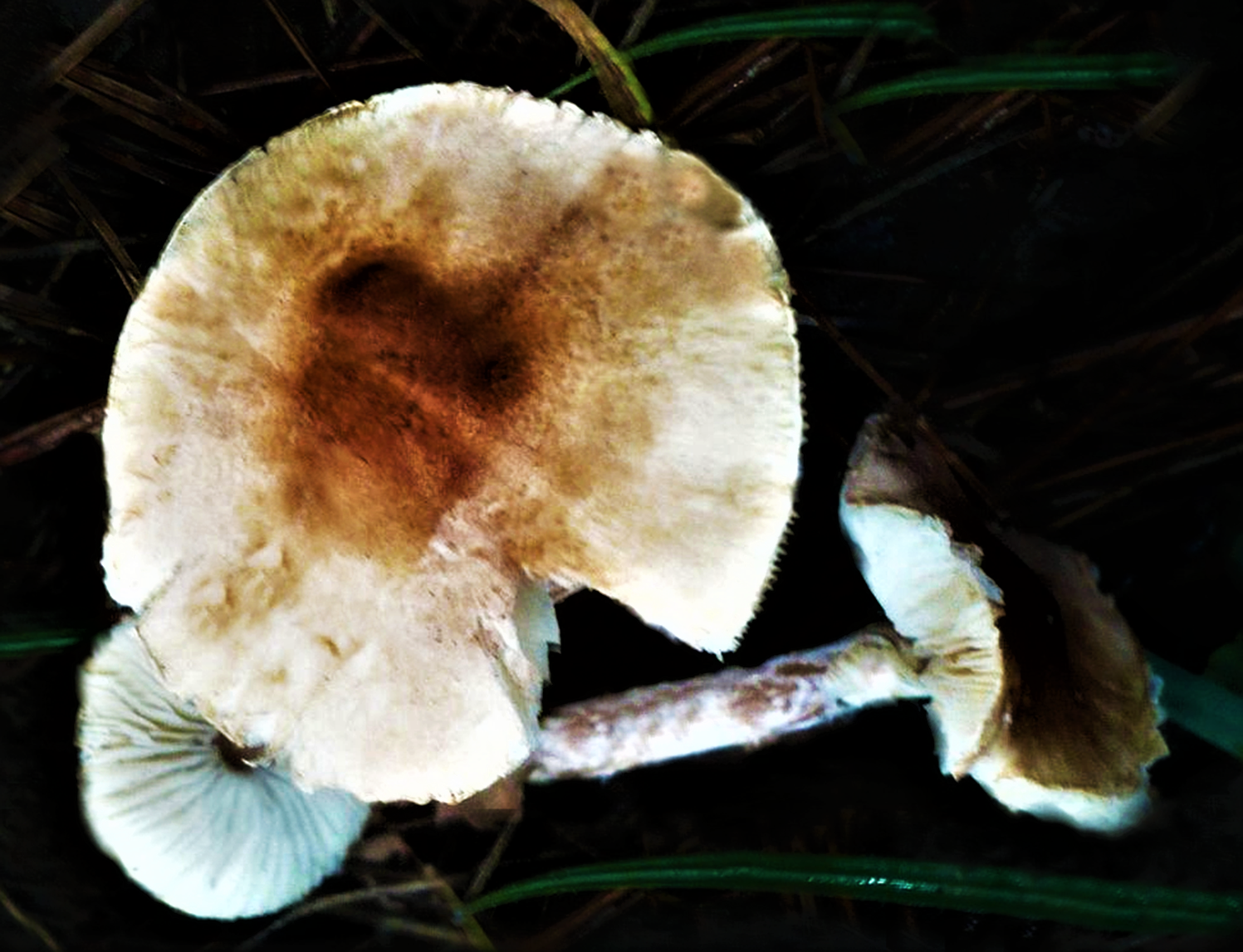
!!!Lepiota helveola!!!
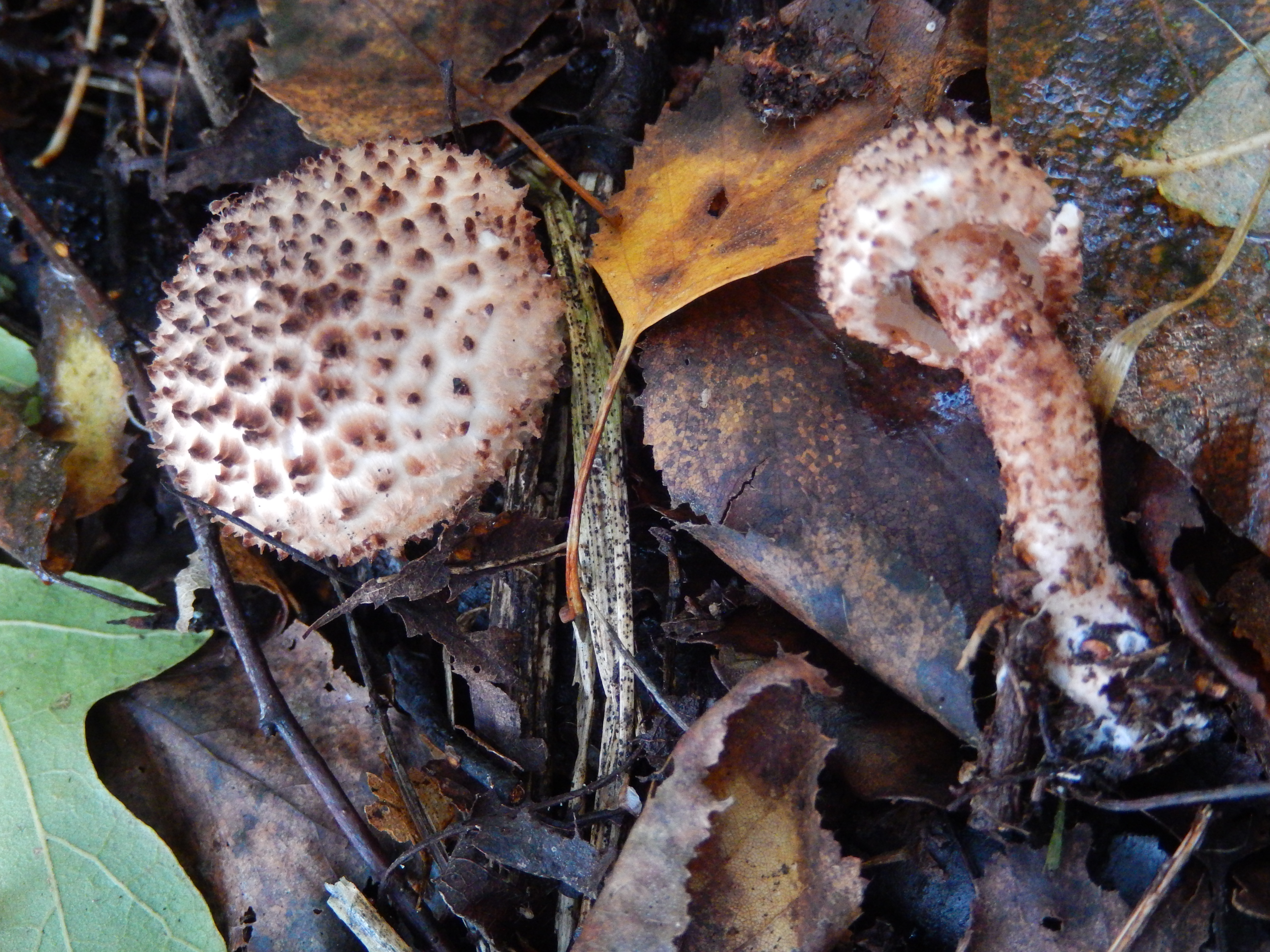
!Lepiota hystrix!

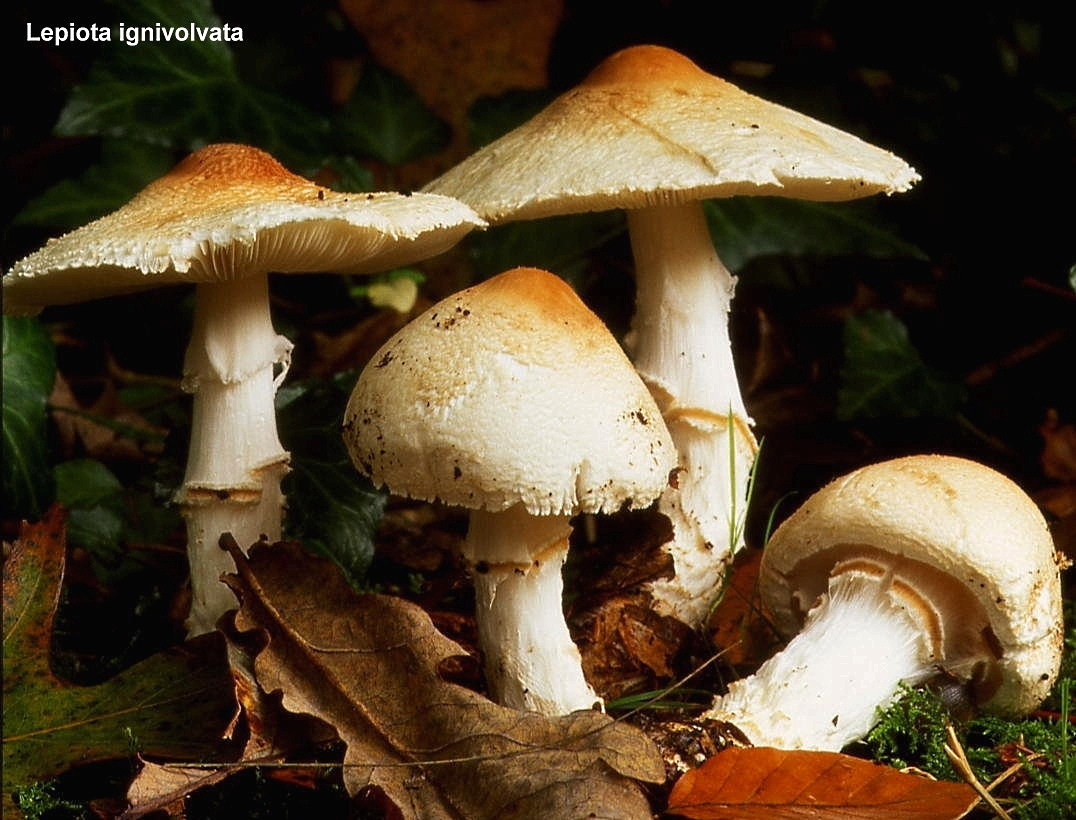
Lepiota ignivolvata
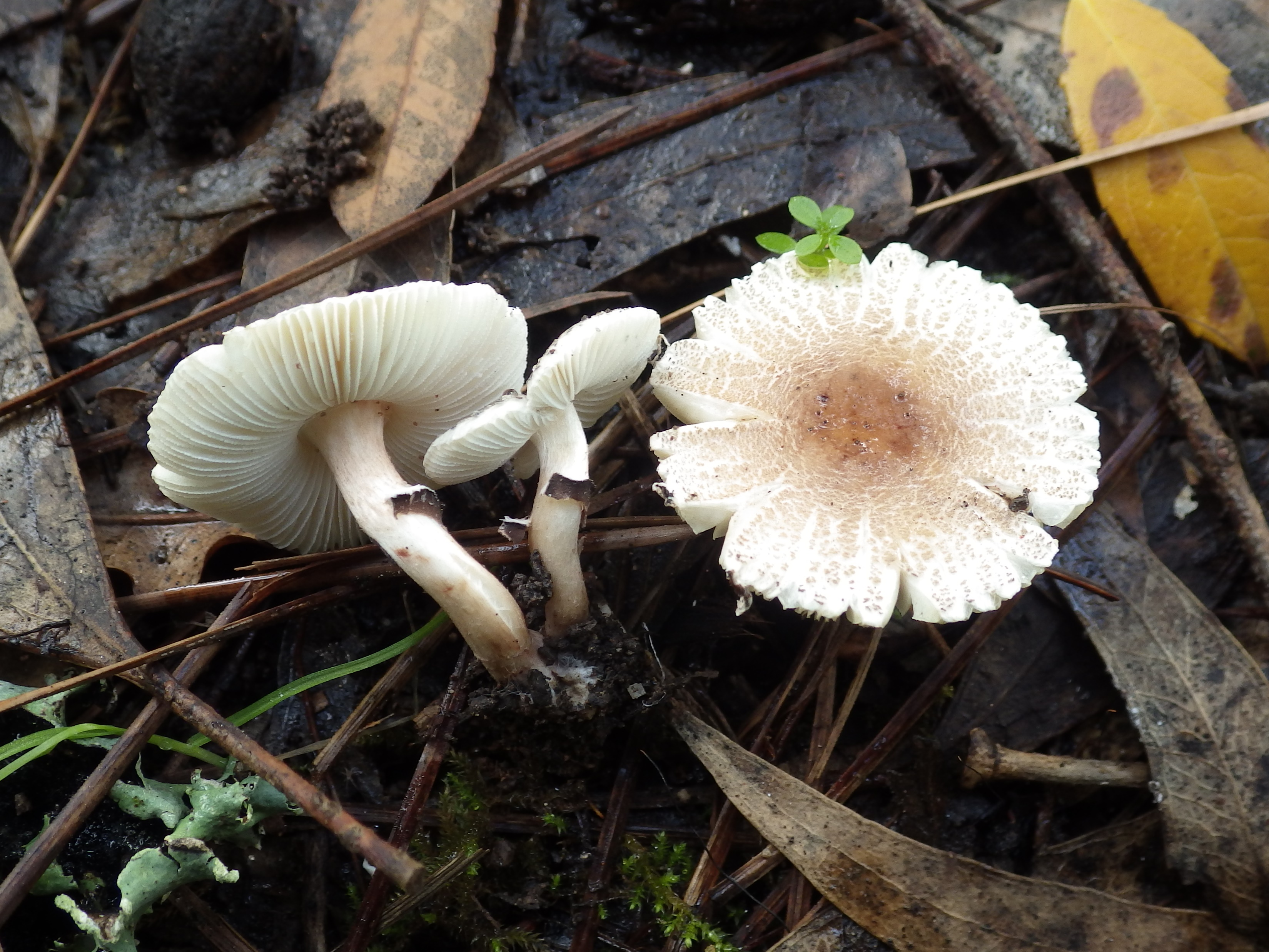
!!Lepiota lilacea!!
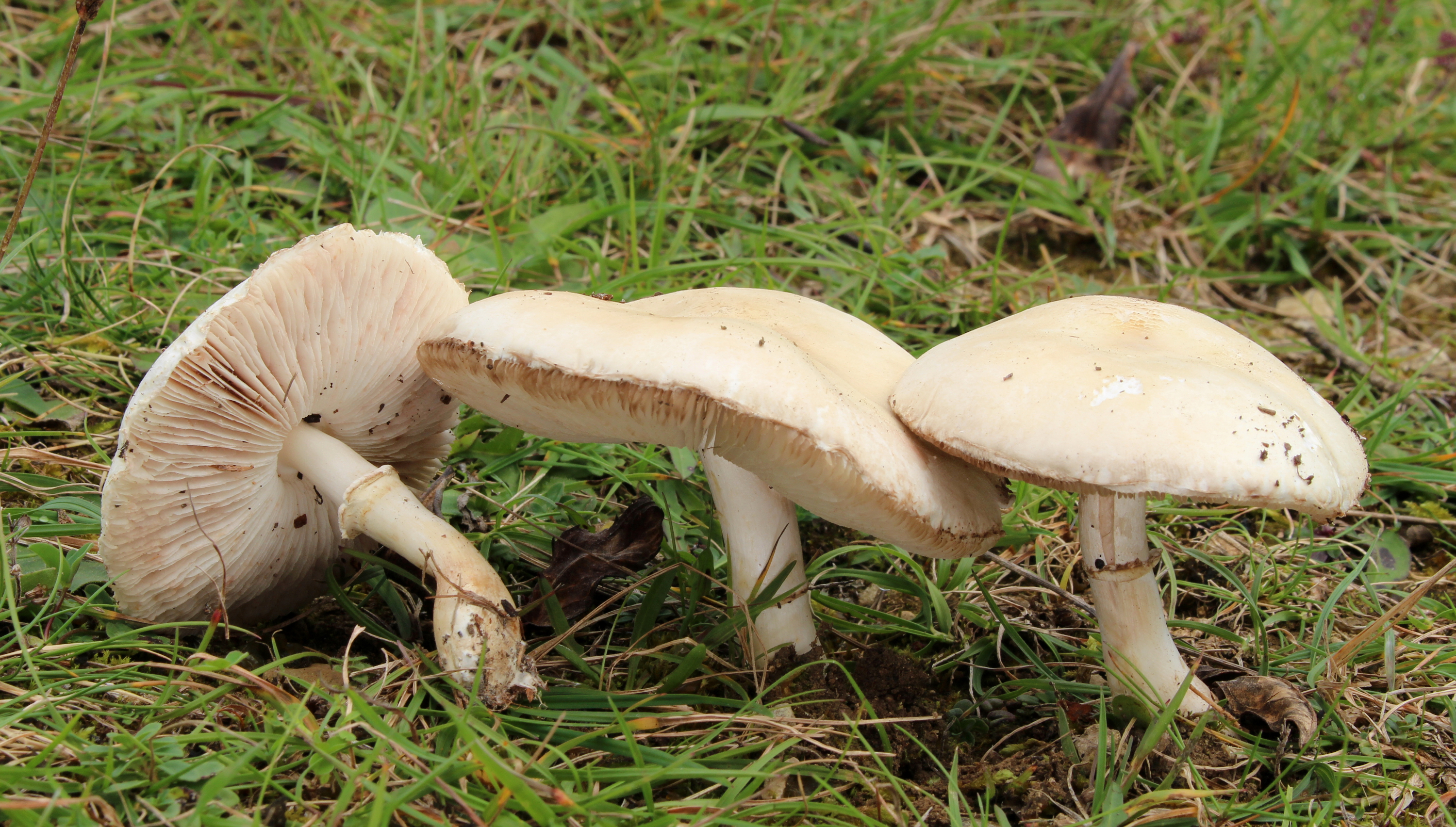
Lepiota naucina
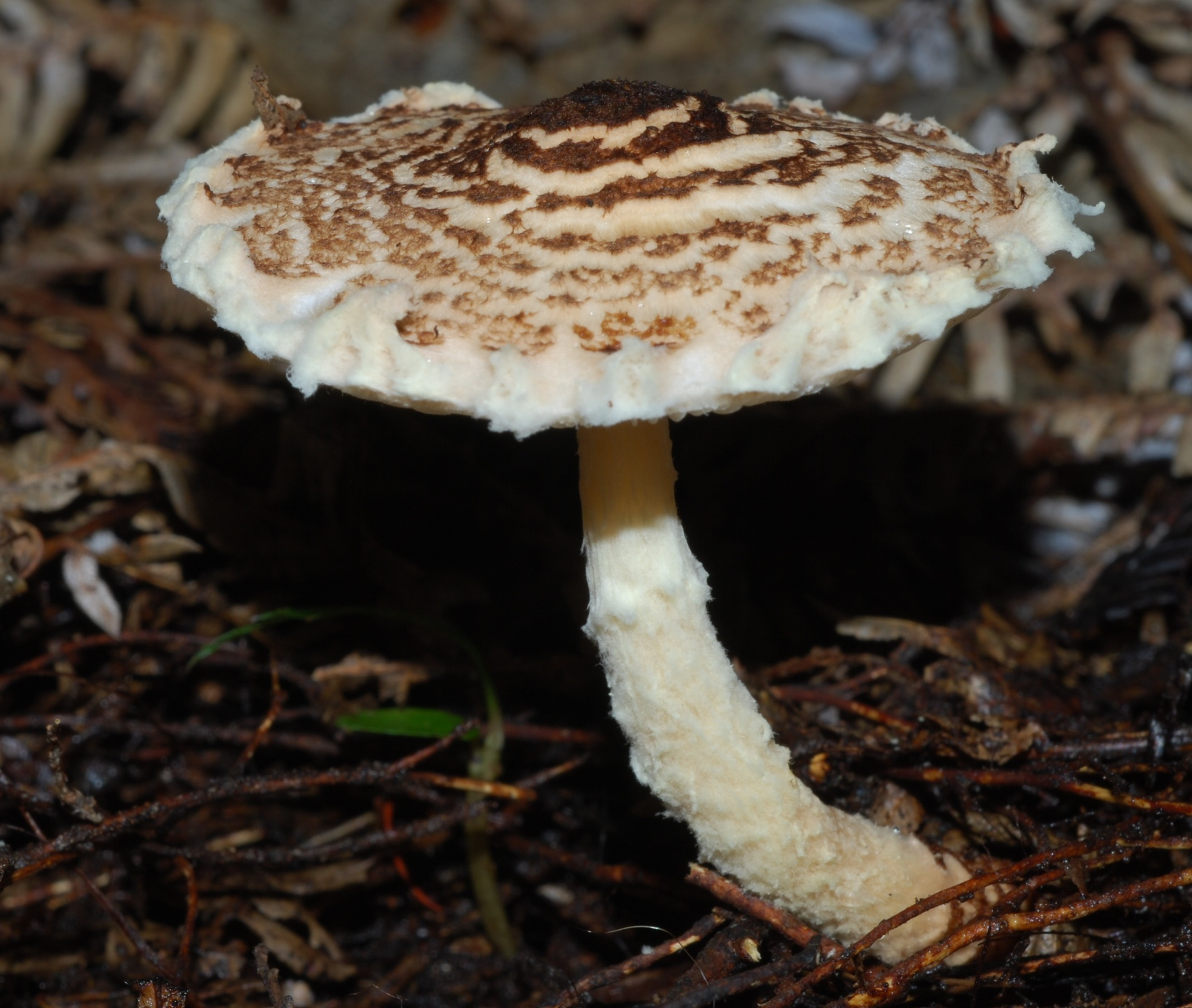
!!Lepiota magnispora!!
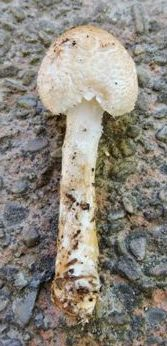
!!Lepiota ochraceodisca!!
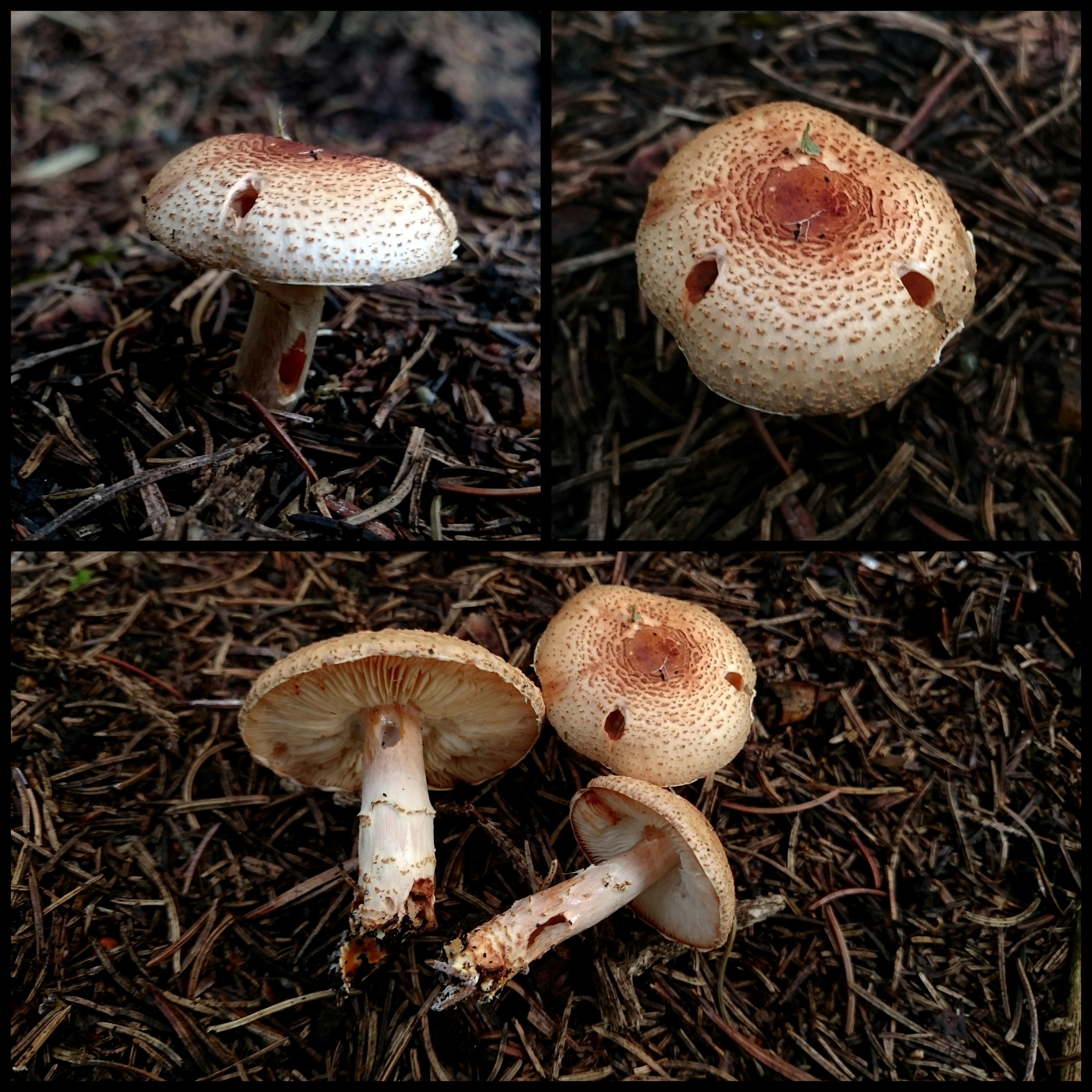
!!Lepiota ochraceofulva!!
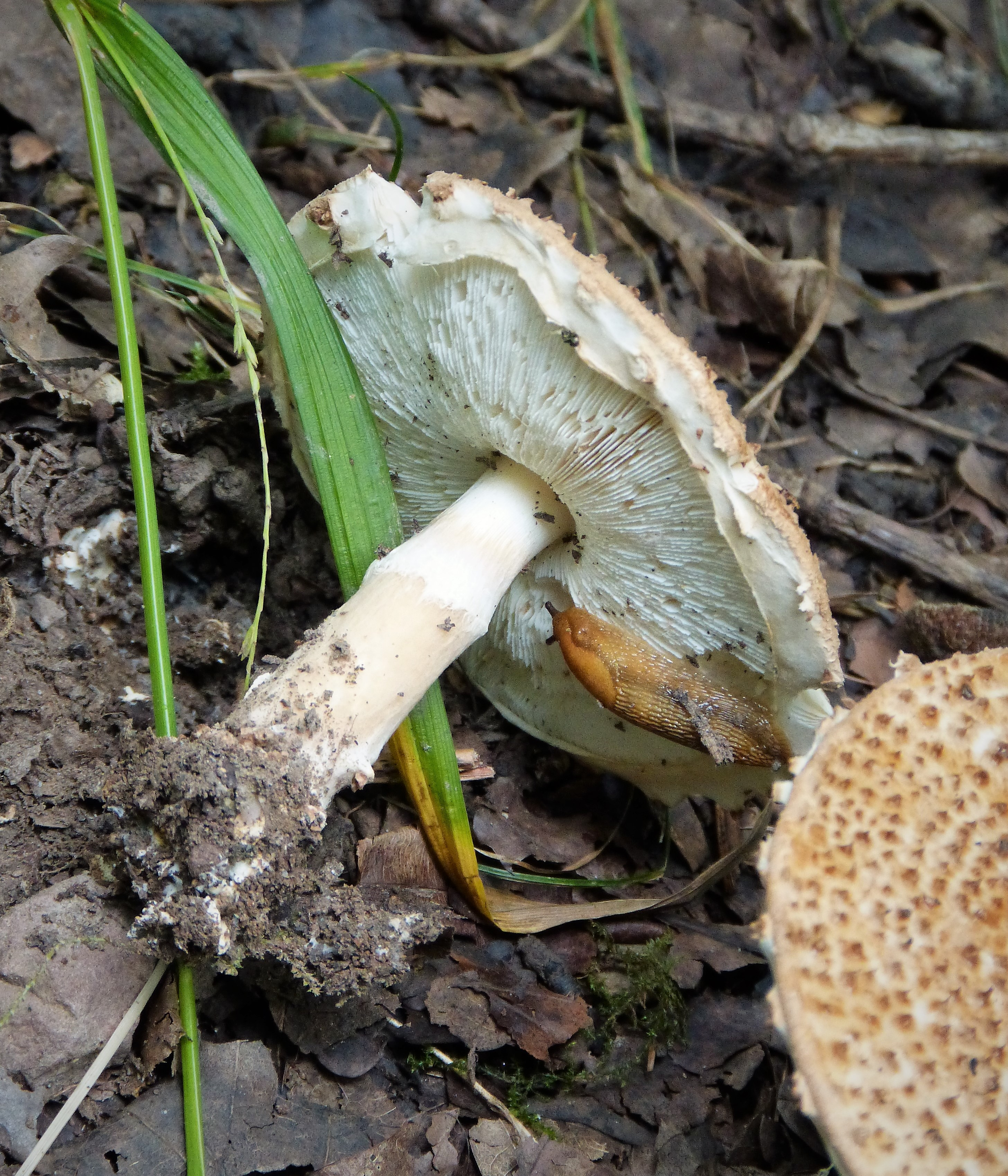
!!!Lepiota pseudolilacea sin. Lepiota pseudohelveola!!!
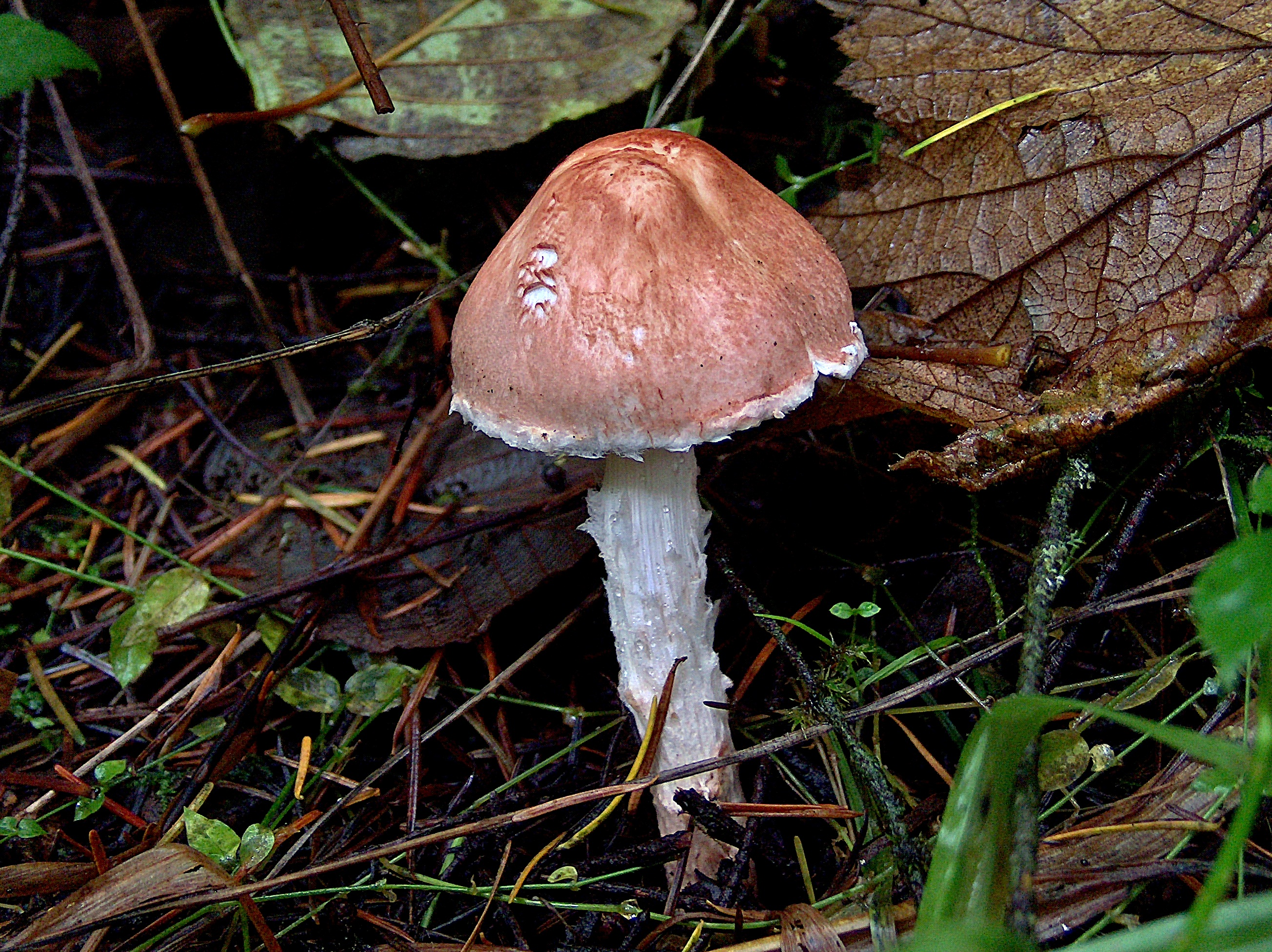
!!!Lepiota subincarnata!!!
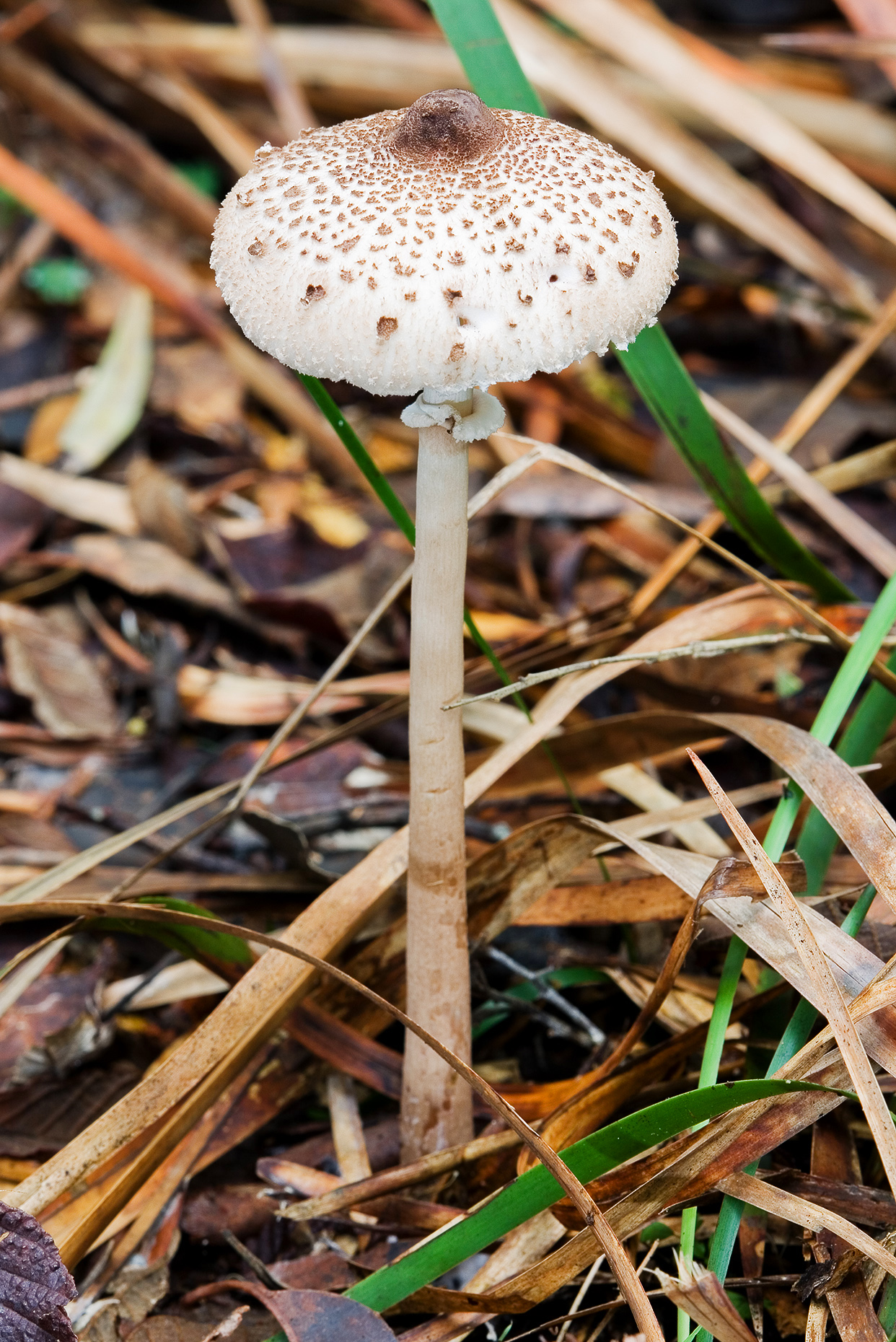
Macrolepiota clelandii

## Valorificare

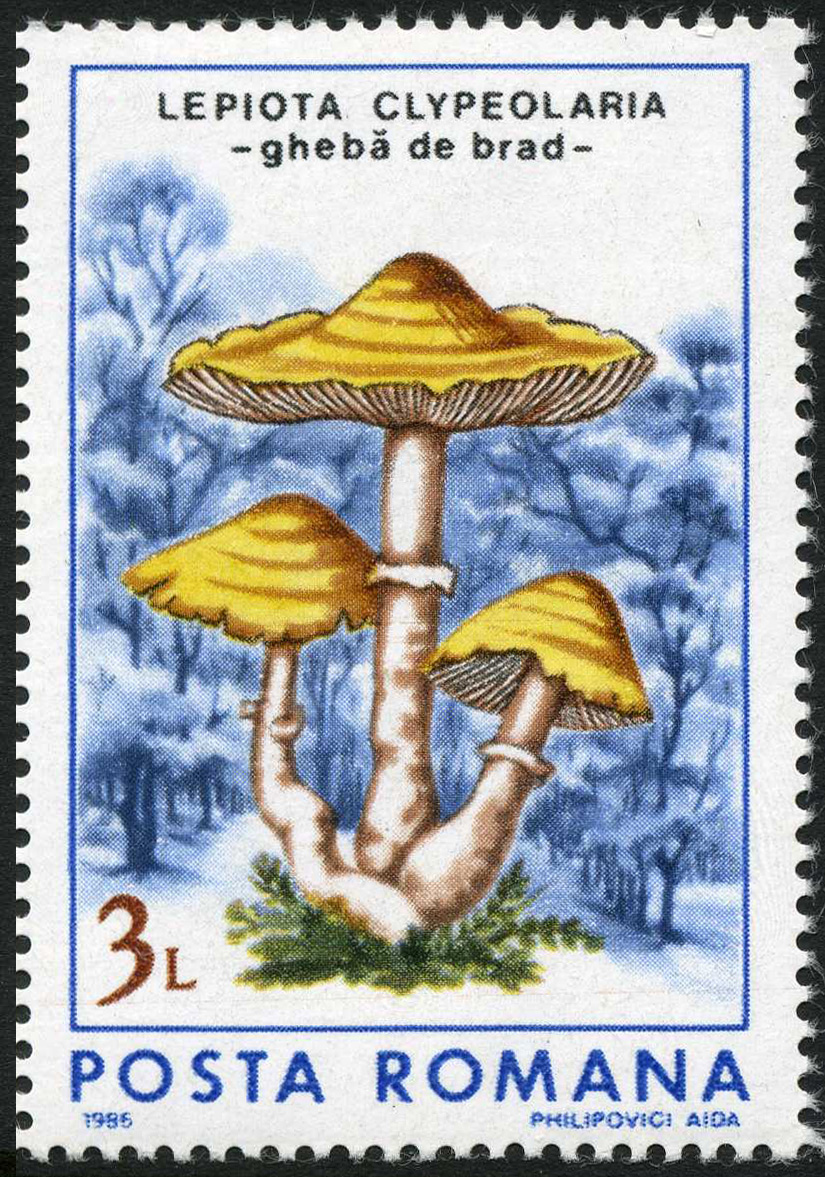
L. clypeolaria, Poșta Română 1986

În genul Lepiota există numai puține ciuperci comestibile, mai mult, unele dintre ele conțin amanitină și pot fi mortal otrăvitoare. Toxicitatea ghebelor de brad este interpretată în mod diferit în literatura micologică. Ele nu conțin amanitină,  dar au provocat deja probleme gastrointestinale. Chiar dacă acest soi pare să fie consumat în Japonia și China, ingerarea speciei este neapărat de evitat.